# The Five
The Five (también conocida como "Harlan Coben's The Five") es una serie de televisión británica estrenada el 15 de abril de 2016 por medio del canal Sky 1. Fue creada y escrita por el renombrado autor de crímenes estadounidense Harlan Coben.
El 18 de julio del 2016 Sky1 confirmó que había comisionado una serie de seguimiento conformada por ocho episodios y llevaría el título de "The Four".

## Argumento
En 1995 cuatro jóvenes amigos y estudiantes Mark Wells, Danny Kenwood, Slade y Pru Carew quedan traumatizados cuando el hermano menor de Mark, Jesse, desaparece  después de jugar en el parque con ellos y que ellos le hiciesen irse y volver solo a casa. A pesar de no encontrar ningún rastro de Jesse, el asesino en serie Jakob Marosi quien había sido acusado de otros cinco asesinatos afirma ser el responsable de su muerte y los padres de Mark y Jesse, Alan y Julie Wells, han perdido la esperanza de encontrarlo con vida.
Veinte años después, Kenwood, ahora un detective sargento de la policía, comienza a trabajar en un caso. En la escena del crimen donde la prostituta Alice Green ha sido asesinada, es encontrado ADN. Cuando los resultados de ese ADN regresan a Kenwood se sorprende al encontrar corresponde con el de Jesse.
Cuando los cuatro amigos de la infancia deciden reunirse con la esperanza de encontrar a Jesse vivo y a salvo, una intricada red de pruebas y tribulaciones comienzan a desenvolverse.

## Personajes

### Personajes principales
| Actor              | Personaje          | Ocupación                             | Episodios | Duración        |
| ------------------ | ------------------ | ------------------------------------- | --------- | --------------- |
| Tom Cullen         | Mark Wells         | Abogado                               | 10        | 2016 - presente |
| O.T. Fagbenle      | D.S. Danny Kenwood | Detective Sargento del Central Police | 10        | 2016 - presente |
| Lee Ingleby        | Slade              | Director de un Refugio para Jóvenes   | 10        | 2016 - presente |
| Sarah Solemani     | Dra. Pru Carew     | Doctora                               | 10        | 2016 - presente |
| Geraldine James    | Julie Wells        | Bibliotecaria                         | 10        | 2016 - presente |
| Michael Maloney    | Alan Wells         | Dueño de una cafetería                | 10        | 2016 - presente |
| Martin McCreadie   | D.C. Karl Hatchett | Detective de la Policía               | 10        | 2016 - presente |
| Hannah Arterton    | D.C. Ally Caine    | Detective                             | 10        | 2016 - presente |
| Tom Brittney       | Ken Howells        | -                                     | 10        | 2016 - presente |
| Jonathan Kerringan | Stuart Carew       | -                                     | 7         | 2016 - presente |
| Don Warrington     | Ray Kenwood        | ex-Oficial de la Policía              | 7         | 2016 - presente |
| Barnaby Kay        | D.I. Liam Townsend | Detective Inspector                   | 5         | 2016 - presente |
| Honeysuckle Weeks  | Laura Marshall     | -                                     | 4         | 2016 - presente |
| James Boyland      | D.S. Cal Brown     | Detective Sargento                    | 2         | 2016 - presente |

### Personajes recurrentes
| Actor                                | Personaje                | Ocupación          | Episodios | Duración        |
| ------------------------------------ | ------------------------ | ------------------ | --------- | --------------- |
| Alfie Bloor Harry Bloor              | Jesse Wells (de joven)   | -                  | 9         | 2016 - presente |
| Aedan Duckworth Haris Giannakopoulos | Mark Wells (de joven)    | -                  | 8 3       | 2016 - presente |
| Megan Bradley                        | Pru Carew (de joven)     | -                  | 8         | 2016 - presente |
| Freedom Doran                        | Danny Kenwood (de joven) | -                  | 8         | 2016 - presente |
| Michael Peavoy                       | Mickey                   | -                  | 7         | 2016 - presente |
| Kim Allan                            | Jane Shilling            | -                  | 5         | 2016 - presente |
| Ella Grant                           | Nico Carew               | -                  | 6         | 2016 - presente |
| Rade Serbedzija                      | Jakob Marosi             | Criminal           | 6         | 2016 - presente |
| Sam Swann                            | Mr. X                    | -                  | 5         | 2016 - presente |
| Lorraine Burroughs                   | Jennifer Kenwood         | -                  | 5         | 2016 - presente |
| Canice Bannon                        | Alan Wells (de joven)    | -                  | 4         | 2016 - presente |
| Shauna MacDonald Shauna Macdonald    | Juie Wells (de joven)    | -                  | 4 1       | 2016 - presente |
| Lauren Douglin                       | Izzy Marks               | -                  | 4         | 2016 - presente |
| Syrus Lowe                           | Larry / Larita           | Secretaria         | 4         | 2016 - presente |
| Saoirse-Monica Jackson               | Sasha                    | -                  | 4         | 2016 - presente |
| Wil Johnson                          | Ray Kenwood (de joven)   | -                  | 4         | 2016 - presente |
| Tom Price                            | Kenton Marshall          | -                  | 4         | 2016 - presente |
| Dylan Jupp                           | Simon Marshall           | Estudiante         | 3         | 2016 - presente |
| Billy Kennedy                        | Slade (de joven)         | -                  | 3         | 2016 - presente |
| Dragan Micanovic                     | Jakob Marosi (de joven)  | -                  | 3         | 2016 - presente |
| Erin Shanagher                       | Lorraine Kenwood         | -                  | 3         | 2016 - presente |
| Alicia Charles                       | Sarah Kenwood            | -                  | 3         | 2016 - presente |
| Ella-Grace Gregoire                  | Megan Kenwood            | -                  | 3         | 2016 - presente |
| Shaie Lawson                         | Henry Kenwood            | -                  | 3         | 2016 - presente |
| Noah Van Dort                        | Louis Kenwood            | -                  | 3         | 2016 - presente |
| Natasha Alderslade                   | Sally Lipton             | -                  | 3         | 2016 - presente |
| Paul Warriner                        | Frank Lipton             | -                  | 2         | 2016 - presente |
| Arthur Byrne                         | Karl Hatchett (de joven) | -                  | 2         | 2016 - presente |
| James Boyland                        | Cal Brown                | Detective Sargento | 2         | 2016 - presente |
| Naomi Ackie                          | Gemma Morgan             | -                  | 2         | 2016 - presente |
| Alexa Davies                         | Alexa Mills              | -                  | 2         | 2016 - presente |
| Howasrd Corlett                      | Garry Owens              | -                  | 1         | 2016 - presente |

### Antiguos personajes principales
| Actor           | Personaje              | Ocupación                                | Episodios | Duración | Estado | Causa     |
| --------------- | ---------------------- | ---------------------------------------- | --------- | -------- | ------ | --------- |
| Sophia La Porta | Britnay "Brit" Shearer | Voluntaria del Refugio                   | 8         | 2016     | Muerta | asesinada |
| Lee Boardman    | Jay Newman             | Productor de Discos Local / Secuestrador | 5         | 2016     | Muerto | asesinado |

### Antiguos personajes recurrentes
| Actor       | Personaje                           | Ocupación                     | Episodios | Duración | Estado | Causa     |
| ----------- | ----------------------------------- | ----------------------------- | --------- | -------- | ------ | --------- |
| Vicky Myers | Selina Calloway (alias Alice Green) | Consultora de IT              | 6         | 2016     | Muerta | asesinada |
| -           | Aldaeous Croft                      | Violador en Serie / ex-Doctor | -         | -        | Muerto | asesinado |

## Episodios
La serie está conformada por 10 episodios.

## Producción
La serie fue creada por el renombrado autor de crimen Harlan Coben.
La serie es dirigida por Mark Tonderai y escrita por Danny Brocklehurst y Mike Ford.
Producida por Karen Lewis y cuenta con la participación de los productores ejecutivos Jonathan Leather, Danny Brocklehurst, Coben y Nicola Shindler y de la compañía productora "Red Picture Company".
La serie es filmada en el Reino Unido.
En julio del 2016 se anunció que "Movistar+", había adquirido los derechos de emisión en televisión y en plataformas de suscripción de video bajo demanda (SVOD, por sus siglas en inglés) de las series "The Five", Spotless y Section Zéro de la productora francesa Studiocanal.

### Emisión en otros países
| País   | Cadenas | Fecha de Inicio | Fecha de Finalización |
| ------ | ------- | --------------- | --------------------- |
| España | #0      | -               | -                     |